# Iklehra
Iklehra è una suddivisione dell'India, classificata come census town, di 9.206 abitanti, situata nel distretto di Chhindwara, nello stato federato del Madhya Pradesh. In base al numero di abitanti la città rientra nella classe V (da 5.000 a 9.999 persone).

## Geografia fisica
La città è situata a 23° 8' 60 N e 76° 22' 60 E e ha un'altitudine di 456 m s.l.m..

## Società

### Evoluzione demografica
Al censimento del 2001 la popolazione di Iklehra assommava a 9.206 persone, delle quali 4.775 maschi e 4.431 femmine. I bambini di età inferiore o uguale ai sei anni assommavano a 1.129, dei quali 581 maschi e 548 femmine. Infine, coloro che erano in grado di saper almeno leggere e scrivere erano 6.213, dei quali 3.631 maschi e 2.582 femmine.